# 행정위임입법
많은 나라에 있어서, 행정위임입법(行政委任立法, Statutory Instrument)이라 함은 위임입법 내지 제2차입법의 한 형식을 말한다. 명령이나 제정법적 문서로 번역될 수도 있다. 또한 홍콩 정부에 있어서 번역어인 "법정문서"로도 번역되는 경우도 있다.

## 영국
영국에 있어서 위임입법 내지 제2차입법의 주요한 형식인 행정위임입법을 제정하는 과정은 1946년 행정위임 입법법(Statutory Instruments Act 1946)에 의한다. (동법 제1조 참조) 이 법률에 의해 폐지된 종전의 제도에 있어서는 행정위임규칙・명령(Statutory rules and orders)이 1893년 규칙공개법(Rules Publication Act 1893)에 기하여 제정되었었다. 이 개정은 1948년에 시행되었다.
1999년의 스코틀랜드 및 웨일스로의 권한이양에 의해, 행정위임입법을 제정하는 권한의 다수가 각각 스코틀랜드 정부 및 웨일스 의회정부에 이전되었다. 스코틀랜드 정부가 제정하는 행정위임입법은 스코틀랜드 행정위임입법(Scottish Statutory Instrument)이라 불린다.
북아일랜드에 있어서는 행정입법은 행정위임입법이 아니라, 행정위임규칙(Statutory rules)으로서 제정된다.

## 같이 보기
- 추밀원칙령